# Saint-Martin-de-Vers
Pour les articles homonymes, voir Saint-Martin.
Saint-Martin-de-Vers est une ancienne commune française, située dans le département du Lot en région Occitanie devenue, le 1er janvier 2016, une commune déléguée de la commune nouvelle des Pechs-du-Vers.

## Géographie
Situé dans la vallée du Vers, à une trentaine de kilomètres au nord-est de Cahors, le village est au cœur du parc naturel régional des Causses du Quercy. Les hameaux de Fages et Verliez sont situés sur ce causse, plateau calcaire dont la végétation est du type steppe. 
La commune est traversée par la route départementale 13 qui mène à Lauzès d'un côté et se raccorde à la RN 20 et par la RD 32 qui longe la vallée du Vers.

### Communes limitrophes
| Lamothe-Cassel | Saint-Sauveur-la-Vallée (Cœur de Causse) |                                  |
| Ussel          | Saint-Martin-de-Vers                     | Saint-Cernin (Les Pechs du Vers) |
| Nadillac       | Cras                                     | Lauzès                           |

## Toponymie
Le toponyme Saint-Martin-de-Vers est basé sur l'hagiotoponyme chrétien Martinus (Saint Martin), qui fut évêque de Tours à l'époque romaine, et devint ensuite un des principaux saints chrétiens. Vers est le nom de la rivière qui passe à cet endroit.

## Histoire
Le village apparemment fondé vers 800 par des populations du village de Merlan sur la commune actuelle de Vers, fuyant les attaques des Sarrasins, se situe dans un cadre à l'histoire très riche : dominé par le rocher de Murcens, où siège un imposant oppidum gaulois, il est entouré par de nombreux sites préhistoriques (grotte du Pech Merle ou de Cougnac pour les plus connues sont à moins de 20 km) et se situent quelques kilomètres en amont de Font Polémie, le captage de l'aqueduc de Divona (la florissante Cahors). Étape du pèlerinage de Saint-Jacques-de-Compostelle, au sud de Rocamadour, il se situait sur le passage des Templiers et Hospitaliers qui possédaient des terres et bâtiments dans le village et des commanderies tout autour (Soulomès, Cras, Le Bastit...). Camp de retranchement lors de la guerre de Cent Ans, il n'a cessé d'être redessiné par les attaques incessantes, et même l'inondation de 1610 qui ne laissa intactes que l'église et la Maison des templiers.
Plus récemment, le village se vide de ses habitants lors de l'exode rural. Un bureau de bienfaisance particulièrement actif prend en charge les personnes aux revenus faibles.
Peu de documents demeurent aujourd'hui sur l'histoire du village dont les archives ont disparu en 1610, lors de la crue exceptionnelle du Vers, tous les documents antérieurs proviennent des archives diocésaines de Cahors qui ont permis la conservation de cette mémoire.
Une inondation a eu lieu en juin 2008. Un épisode de pluies cévenoles a isolé le village (éboulements sur toutes les routes menant au bourg). L'eau a déferlé des collines et le Vers, grossi par ces pluies, a dévasté le village. L'eau a traversé certaines maisons du centre du village, en particulier au bord de la défaite.

## Politique et administration
| Période                                  | Période | Identité               | Étiquette           | Qualité                                                                        |
| ---------------------------------------- | ------- | ---------------------- | ------------------- | ------------------------------------------------------------------------------ |
| Les données manquantes sont à compléter. |         |                        |                     |                                                                                |
| 1863                                     | 1870    | Paul-Guillaume Cambres |                     |                                                                                |
| Les données manquantes sont à compléter. |         |                        |                     |                                                                                |
| 1898                                     |         | M. Grépon              |                     |                                                                                |
| 1899                                     |         | M. Faurie              |                     |                                                                                |
| 1900                                     | 1917    | Edouard Pradié         |                     |                                                                                |
| Les données manquantes sont à compléter. |         |                        |                     |                                                                                |
| 1919                                     | 1928    | Léopold Lacaze         |                     | Décédé le 7 juin 1928                                                          |
| 1929                                     | 1941    | Louis Garrigou         | Gauche démocratique | Sénateur (1930-1941) Révoqué par le Gouvernement de Vichy (démission d'office) |
| 1942                                     | 1944    | Louis Capelle          |                     |                                                                                |
| 1945                                     | 1955    | Louis Garrigou         |                     | . Né en 1884 et mort en 1947...                                                |
| 2000                                     | 2016    | Luc Faurie-Grépon      |                     |                                                                                |

Notes : Concernant les prédécesseurs de Luc Faurie-Grépon, maire actuel de la commune, veuillez consulter les archives municipales disponibles à la mairie.
D'autre part, comme dans de nombreux villages, il n'est pas rare de voir des bourgeois, habitant ailleurs, élus à la charge de maire. Ainsi, les familles Faurie et Grépon sont particulièrement représentées. Le maire actuel, Luc Faurie-Grepon, notaire a ainsi succédé à son père, notaire. Il a été élu en 2008 pour un troisième mandat. Pour la première fois, une liste d'opposition se présentait contre lui.

## Démographie
L'évolution du nombre d'habitants est connue à travers les recensements de la population effectués dans la commune depuis 1793. À partir du 1er janvier 2009, les populations légales des communes sont publiées annuellement dans le cadre d'un recensement qui repose désormais sur une collecte d'information annuelle, concernant successivement tous les territoires communaux au cours d'une période de cinq ans. 
Pour les communes de moins de 10 000 habitants, une enquête de recensement portant sur toute la population est réalisée tous les cinq ans, les populations légales des années intermédiaires étant quant à elles estimées par interpolation ou extrapolation. Pour la commune, le premier recensement exhaustif entrant dans le cadre du nouveau dispositif a été réalisé en 2008,.
En 2013, la commune comptait 98 habitants, en évolution de −15,52 % par rapport à 2008 (Lot : +0,05 %, France hors Mayotte : +2,49 %).
| 1793 | 1800 | 1806 | 1821 | 1831 | 1836 | 1841 | 1846 | 1851 |
| ---- | ---- | ---- | ---- | ---- | ---- | ---- | ---- | ---- |
| 509  | 657  | 624  | 683  | 737  | 707  | 695  | 694  | 659  |

| 1856 | 1861 | 1866 | 1872 | 1876 | 1881 | 1886 | 1891 | 1896 |
| ---- | ---- | ---- | ---- | ---- | ---- | ---- | ---- | ---- |
| 676  | 614  | 574  | 590  | 608  | 771  | 523  | 504  | 506  |

| 1901 | 1906 | 1911 | 1921 | 1926 | 1931 | 1936 | 1946 | 1954 |
| ---- | ---- | ---- | ---- | ---- | ---- | ---- | ---- | ---- |
| 394  | 402  | 321  | 248  | 247  | 213  | 199  | 156  | 131  |

| 1962 | 1968 | 1975 | 1982 | 1990 | 1999 | 2008 | 2013 | - |
| ---- | ---- | ---- | ---- | ---- | ---- | ---- | ---- | - |
| 122  | 97   | 93   | 112  | 126  | 105  | 116  | 98   | - |

Le village est composé du bourg, en fond de vallée, et de deux hameaux situés sur le Causse : Fages et Verliez.
Verliez a toujours compté une vingtaine d'habitants, alors que Fages est longtemps resté village indépendant (jusqu'en 1789). Aujourd'hui encore, Fages compte autant d'habitants que le bourg.

## Lieux et monuments
- l'Église Saint-Martin de Saint-Martin-de-Vers, église fortifiée du XVe siècle renferme des fresques de maître découvertes en 2001 lors des travaux de consolidation de la voûte. Elle est le principal bâtiment ayant résisté aux outrages du temps. Longtemps un refuge pour les habitants, elle est aujourd'hui au cœur du village classé (depuis 1979 au titre des monuments historiques).

## Activités associatives et culturelles
La fête votive a lieu tous les ans les 15 et 16 août et rassemble plus de 500 personnes venues des villages alentour. Organisée par le Comité des fêtes, elle est réputée pour son repas champêtre (pas de surprise, c'est le même menu d'une année sur l'autre), ses bals et son feu d'artifice... 
Depuis 2005, une association patrimoniale et culturelle, les Sentiers de Vie en Quercy, organise un festival Patrimoine, Culture et Créativité la dernière semaine de juillet, en partenariat avec les communes du parc naturel régional des Causses du Quercy.
Tout au long de l'année, elle organise des fêtes, activités culturelles et traditionnelles.

## Personnalités liées à la commune
Marc Honegger, auteur et directeur de collection des Dictionnaires de la Musique, des Dictionnaires de l'Art Vocal, des Dictionnaires des Musiciens et leurs œuvres (Éditions Bordas), ancien directeur de l'Institut de musicologie de Strasbourg a vécu à Saint-Martin-de-Vers  et y est inhumé.
Louis Garrigou, Sénateur de Lot, Maire de Saint-Martin-de Vers, révoqué par Vichy.